# Губостово
Губостово — деревня в Почепском районе Брянской области России. Входит в состав Московского сельского поселения.

## География
Деревня находится в центральной части Брянской области, в зоне хвойно-широколиственных лесов, в пределах Полесской низменности, на левом берегу реки Губощанки, при автодороге 15К-2006.

### Климат
Климат характеризуется как умеренно континентальный, с тёплым летом и умеренно холодной зимой. Среднегодовая многолетняя температура воздуха составляет 5,2 °С. Средняя температура воздуха самого тёплого месяца (июля) — 18,4 °C (абсолютный максимум — 37,6 °C); самого холодного (января) — −8,1 °C (абсолютный минимум — −38 °C). Безморозный период длится 195—220 дней. Среднегодовое количество атмосферных осадков составляет 500—550 мм, из которых большая часть выпадает в тёплый период. Снежный покров держится в течение 125 дней. Преобладающие направления ветра в течение года южное и западное.

## История
Впервые упоминается в 1654 как село с церковью (с середины XVIII века упоминается как Покровская; последнее здание храма сооружено в 1891, деревянное, в 1975 сгорело).
Максимальное число жителей 460 человек (1892).

### Административно-территориальная принадлежность
До 1781 входило в Почепскую (2-ю) сотню Стародубского полка (преимущественно казацкое поселение); с 1782 относилось к Погарскому уезду, с начала XIX века по 1918 в Мглинском уезде (с 1861 — в составе Старосельской волости); в 1918—1929 в Почепском уезде (та же волость).
С 1920-х годов до 1959 в Стриговском сельсовете, в 1959—2005 в Тубольском сельсовете.

## Население
| 2010 | 2013 |
| ---- | ---- |
| 28   | ↗33  |

### Национальный состав
Согласно результатам переписи 2002 года, в национальной структуре населения русские составляли 94 % из 51 чел.

## Инфраструктура
Личное подсобное хозяйство с зоной сельскохозяйственного использования, индивидуальная застройка усадебного типа.
Основа экономики — сельское хозяйство.

## Достопримечательности
Одиночная могила неизвестного солдата.
В селе Губостово была Покровская церковь.

## Транспорт
Деревня доступна автотранспортом. Остановка общественного транспорта «Губостово».
В 1,5 км к северу — железнодорожная платформа (103 км) на линии Брянск-Гомель.